# James Grieve red

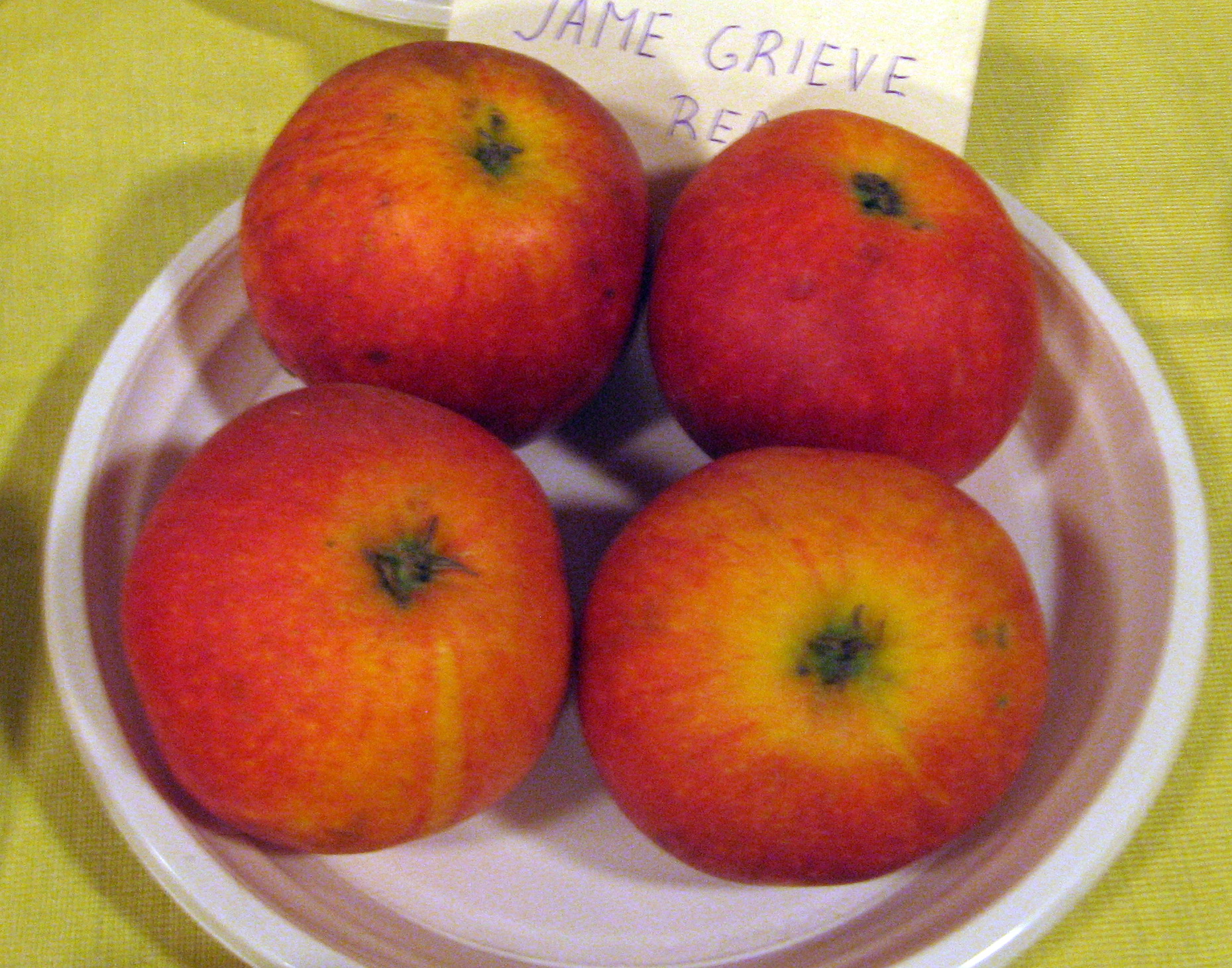

James Grieve red (Malus domestica 'James Grieve red') nebo také Erich Neumanns Roter James Grieve, je ovocný strom, kultivar druhu jabloň domácí z čeledi růžovitých. Plody jsou řazeny mezi podzimní odrůdy jablek, sklízí se v srpnu až září, dozrává v září, skladovatelné jsou do konce září.

## Historie

### Původ
Původem je z Německa, kde byla odrůda nalezena jako pupenová mutace odrůdy James Grieve Erichem Neumannem po druhé světové válce. V ČR je povolena od roku 1970.

## Vlastnosti
Odrůda je cizosprašná, dobrým opylovačem jsou 'Coxova reneta', 'Boikovo', 'Golden Delicious', 'Matčino', 'Ontario', 'Parména zlatá', 'Jonathan'. Odrůda je diploidní, je dobrým opylovačem.

### Růst
Vzrůstem se odrůda řadí mezi středně rostoucí, později během plodnosti roste slabě. Vytváří rozložitý typ korun. Vyžaduje zmlazování.

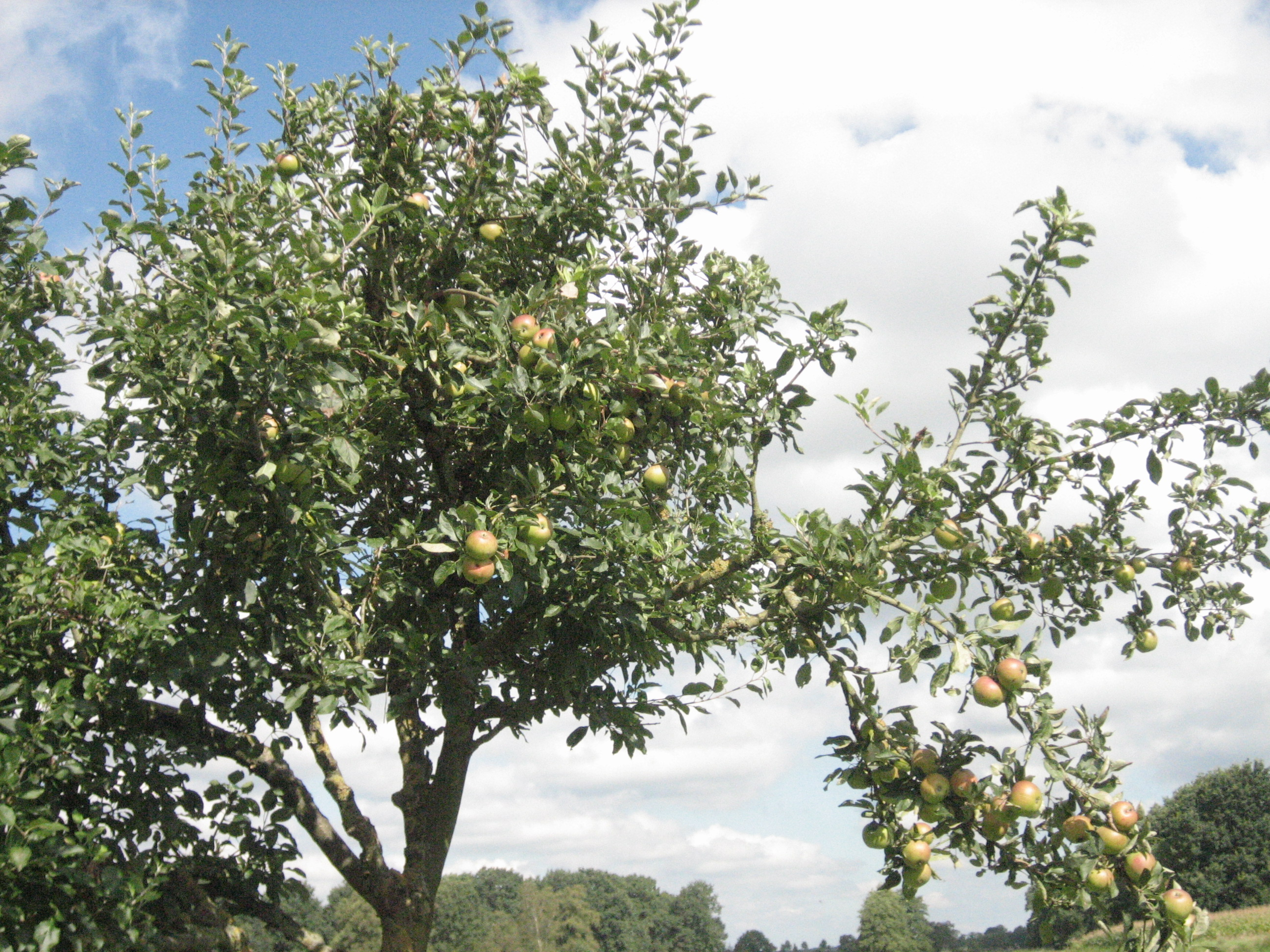
Habitus koruny

## Plodnost
Plodí záhy, bohatě a pravidelně. Plůdky je třeba protrhávat.

## Plod
Plod je kulatý až kuželovitý, střední až menší. Slupka je na omak suchá, zelenožluté zbarvení je překryté na většině povrchu plodu  červenou barvou. Dužnina je bílá se sladce navinulou chutí, šťavnatá, dobrá. Podle jiných zdrojů příliš ostrá (kyselá) pro přímou konzumaci.

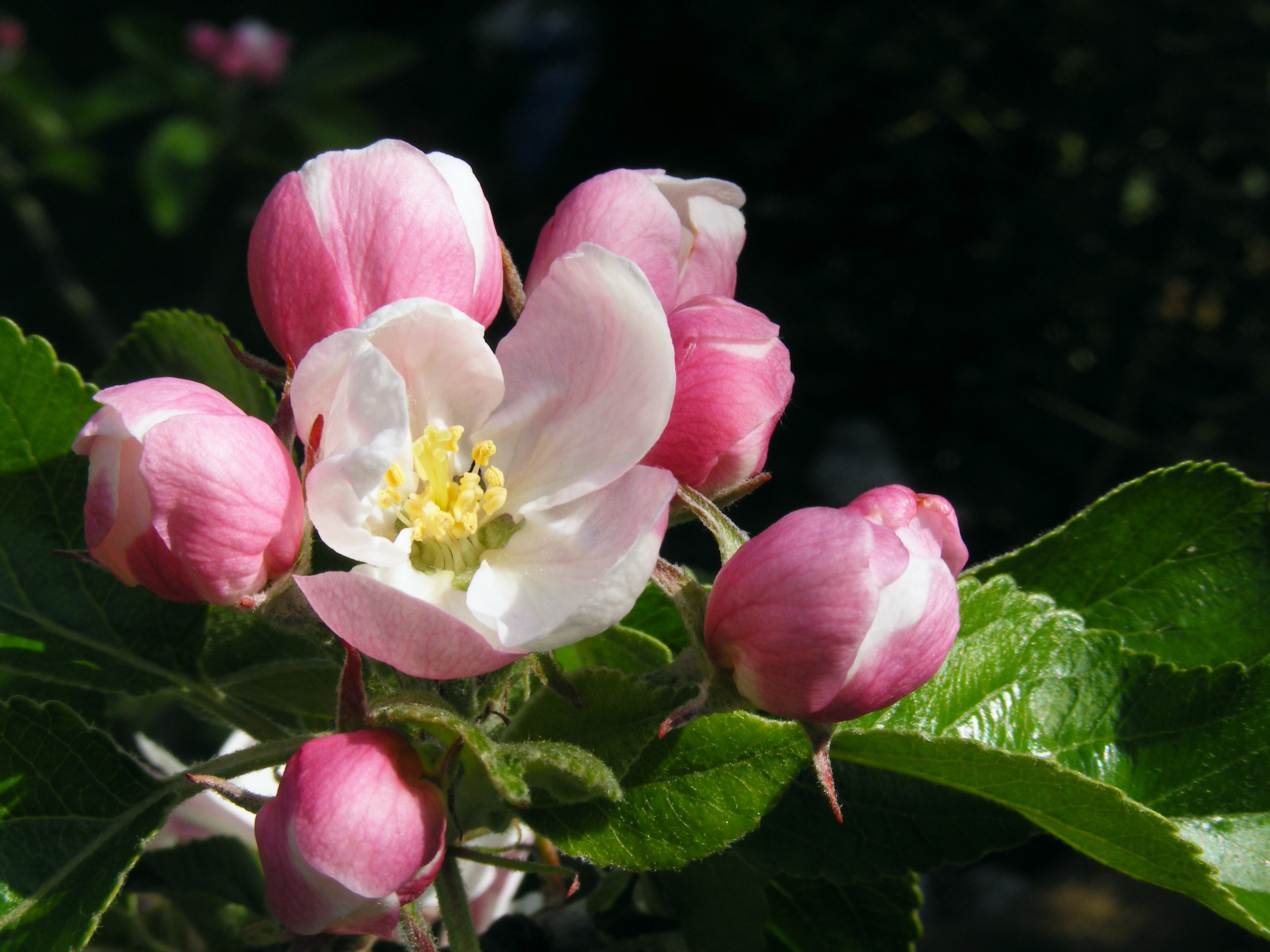
Květ.

## Choroby a škůdci
Odrůda je poměrně odolná proti strupovitosti jabloní a poměrně odolná k padlí. V prvních letech po výsadbě se vyskytuje fyziologická jonathanová pihovitost. Podle jiných zdrojů je poměrně odolná vůči mrazu ale náchylná k nektriové rakovině.

## Použití
Je vhodná ke krátkodobému skladování a přímému konzumu. Odrůdu lze použít do všech poloh s výjimkou mrazových kotlin. S ohledem na slabý růst je doporučeno pěstování odrůdy v intenzivních tvarech nebo ve čtvrtkmenech.